# Carmen Birchmeier
Carmen Birchmeier, geborene Kohler, verheiratete Birchmeier-Kohler, (* 6. Juli 1955 in Waldshut) ist eine deutsche Genforscherin und Entwicklungsbiologin. Der Fokus ihrer Arbeitsgruppe ist die Entwicklung embryonaler Gewebe und des Nervensystems. Der Modellorganismus für ihre Untersuchungen ist die Maus.

## Leben und Wirken
Carmen Birchmeier studierte von 1974 bis 1979 Biochemie an der Universität Konstanz, der University of California, San Diego und der ETH Zürich. Ihre Doktorarbeit bei Max Birnstiel schloss sie 1984 an dem Institut für Molekularbiologie II der Universität Zürich ab. Nach einem Auslandsaufenthalt als Postdoktorandin bei Michael Wigler und als Wissenschaftlerin am Cold Spring Harbor Laboratory auf Long Island (USA) von 1984 bis 1989, übernahm sie die Leitung einer Arbeitsgruppe im Kölner Max-Delbrück-Laboratorium auf dem Gelände des Max-Planck-Instituts für Züchtungsforschung. Dort schloss sie 1993 ihre Habilitation ab.
Seit 1995 arbeitet sie am Max-Delbrück-Centrum für Molekulare Medizin (MDC) in Berlin. 2002 erhielt sie eine C4-Professur an der Medizinischen Fakultät der Freien Universität (FU) Berlin, jetzt Charité.
Carmen Birchmeier ist mit dem Entwicklungsbiologen und Krebsforscher Walter Birchmeier verheiratet.

## Forschungsschwerpunkte
Birchmeier beschäftigt sich mit der Molekularbiologie der Embryogenese und Organogenese bei Säugetieren und deren Bedeutung für Fehlentwicklungen des Nervensystems, bei Erkrankungen des Skelettmuskels und des Herzens sowie bei Krebs. Mit Hilfe von Knockout-Mäusen konnten Birchmeier und ihr Team die Rolle verschiedener Wachstumsfaktoren beziehungsweise ihrer Rezeptoren und der von ihnen kontrollierten Transkriptionsfaktoren für die Entwicklung des Organismus aufklären.

## Auszeichnungen und Ehrungen
2002 wurde sie für ihre Forschung über die Signalübertragung zwischen Zellen während der Embryonal- und Organentwicklung von Säugetieren mit dem Gottfried-Wilhelm-Leibniz-Preis ausgezeichnet.

## Mitgliedschaften (Auswahl)
Seit 2013 ist sie Mitglied der Academia Europaea. 2018 wurde sie zum Mitglied der Deutschen Akademie der Naturforscher Leopoldina gewählt.

## Veröffentlichungen (Auswahl)
- C. Cheret, M. Willem, F. R. Fricker, H. Wende, A. Wulf-Goldenberg, S. Tahirovic, K. A. Nave, P. Saftig, C. Haass, A. N. Garratt, D. L. Bennett, C. Birchmeier: Bace1 and Neuregulin-1 cooperate to control formation and maintenance of muscle spindles. In: The EMBO Journal. Band 32, Nummer 14, Juli 2013, S. 2015–2028, doi:10.1038/emboj.2013.146, PMID 23792428, PMC 3715864 (freier Volltext).